# Història de Bangladesh

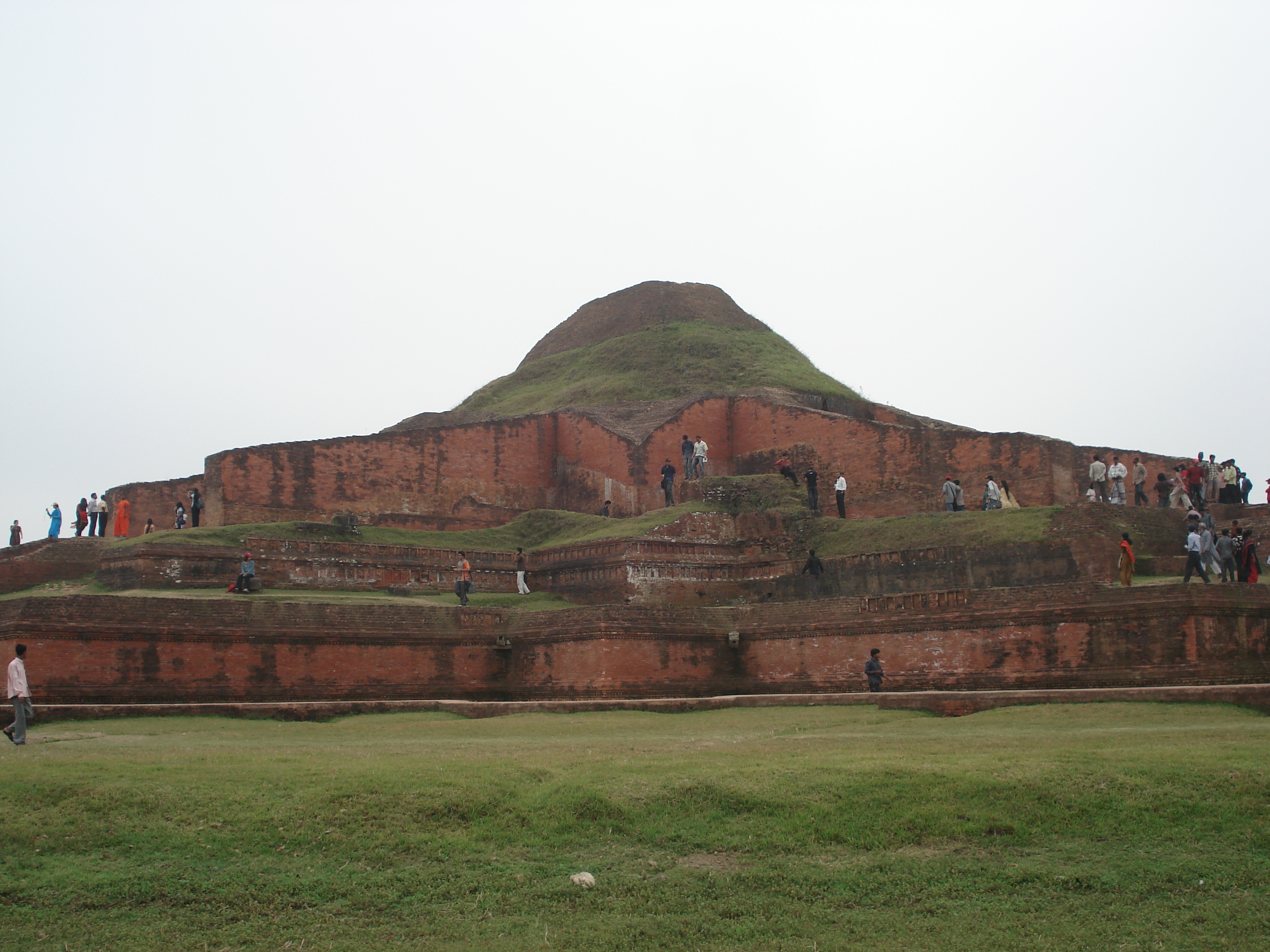
Somapura Mahavihara, a Bangladesh. És el vihara budista més gran del subcontinent indi construït pel Dharmapala de Bengala.

La història de Bangladesh ocupa el territori de l'antic Pakistan Oriental que va ser part del Pakistan entre 1947 i 1971, i part de l'Índia Britànica abans de la partició de l'Índia de 1947 realitzada en declarar la independència de l'Índia i del Pakistan.
L'existència d'una civilització avançada en l'actual Bangladesh, com a part oriental d'una regió més coneguda com a Bengala, data de molt de temps enrere. Proves de l'existència de civilitzacions anteriors al 700 aC han estat trobades en forma de monestirs budistes. Tot i afirmacions de l'existència d'estructures socials cap aproximadament l'any 1000 aC, les proves trobades no són completament convincents. Algunes civilitzacions primerenques van estar influïdes pel budisme i l'hinduisme. La part nord de Bangladesh posseeix diversos llocs d'arquitectura en massa, en forma de temples i monestirs, fet que recolza l'existència d'aquest tipus d'influències religioses.
Bengala es va convertir a l'islam a començaments del segle xiii, i durant el segle xvi es va transformar en un pròsper centre d'intercanvi comercial i industrial sota l'Imperi Mongol. Mercaders europeus van arribar a finals del segle XV i la Companyia Britànica de les Índies Orientals va controlar la regió cap a finals del segle xviii, des d'on els britànics van estendre el seu control cap a tota l'Índia. Quan l'any 1947 l'Índia va obtenir la independència, determinats interessos polítics van provocar que el país es dividís en dos estats: Pakistan, predominantment musulmà, i l'Índia, predominantment hinduista.

## Etimologia deBengala
L'origen exacte de la paraula Bangla o Bengala es desconeix. Segons Mahabharata, Purana, Harivamsha Vanga va ser un dels fills adoptius del rei Vali que va fundar el Regne Vanga. La referència més antiga a "Vangala" (Bôngal) s'ha localitzat a les plaques Nesari (805 AD) del governant del sud de l'Índia Rashtrakuta Govinda III, que va envair el nord de l'Índia al segle ix, que parlen de Dharmapala com el rei de Vangala. Els registres de Rajendra Chola I de la dinastia Chola, que va envair Bengala al segle xi, afirmen que Govinda Chandra és el governant de Bengala. Shams-ud-din Ilyas Shah va prendre el títol de "Shah-e-Bangalah" i va unir tota la regió sota un govern per primera vegada.
El Regne Vanga, (sovint anomenat Banga), estava situat a la regió oriental del subcontinent indi, que incloïa una part dels actuals Bangla Desh i Bengala Occidental, Índia. A l'antic Bangla Desh, les dues tribus més poderoses eren els Vanga i els Pundra.

## Cap a la independència
| Any       | |
| --------- | --- |
| 1947      | El Regne Unit divideix el seu imperi indi sobre bases confessionals. El 14 d'agost crea el Pakistan que inclou el Pakistan Occidental i l'Oriental (l'actual Bangladesh), separades per 1.600 quilòmetres de territori de l'Índia.                                                    |
| 1949      | Creació de la Lliga Awami per Sheikh Mukibur Rahman, que advoca per la independència del Pakistan Oriental. |
| 1970      | La Lliga Awami guanya les eleccions. Els líders pakistanesos no volen reconèixer els resultats. |
| 1971      | Març: El líder de la Lliga Awami, Mujibur Rahman, va ser detingut i el Pakistan occidental va llançar un violent atac. militar Desembre: Els independentistes, ajudats per l'exèrcit indi, vencent a les forces del Pakistan Occidental. Es funda la República Popular de Bangladesh. |
| 1975-1990 | Successió de cops d'estat militars que finalitzen al produir-se un aixecament popular. Des de llavors, Blangladesh ha tornat a ser una democràcia parlamentària |
| 1991      | El Partit Nacionalista de Bangladesh (BNP) guanya les eleccions |
| 1996      | Lliga Awami guanya les eleccions |
| 2001      | El BNP torna a guanyar les eleccions |
| 2006      | 6 de gener: Lliga Awami torna al poder |
| 2013      | 22 d'abril: Elecció de Abdul Hamid (Lliga Awami), candidat únic, a la presidència de la República 24 d'abril: En l'ensorrament d'una fàbrica de roba a prop de Dhaka, moren més d'un miler de persones                                                                                |
| 2014      | 5 de gener: Lliga Awami guanya les eleccions, marcades per una ferotge repressió |
| 2016      | Gener: Dos estudiants van ser condemnats a mort per l'assassinat el 2013 del blocaire Ahmed Rajib Haider que reivindicava el seu ateisme 1 de juliol: Un atac reivindicat per l'Organització Estat Islàmic va fer 24 morts a Dacca                                                    |

- Fins al 1947 el territori de Bangladesh va formar part de l'Índia Britànica, sent la part oriental de la província de Bengala. Donada la seva composició religiosa de majoria islàmica, enfront de la majoria hinduista de la part occidental de Bengala, es va separar i va passar a formar part del Pakistan.
- Entre el 1947 i el 1971 la història de Bangladesh està unida a la del Pakistan, del qual era una província oriental, separada per 1.600 km de les altres quatre províncies que constituïen el Pakistan occidental.

## Independència de Bangladesh
Entre 1946 i 1970 hi va haver dos factors importants que van conduir al naixement de Bangladesh. En aquesta època encara era el Pakistan oriental. Els bengalís eren molt reticents a la creació del Pakistan i a la secessió de l'Índia. La lliga musulmana no va tenir molta influència a Bengala fins als anys 1940.
El 1946, a causa de la gran massacre de Calcuta, es van originar una sèrie d'expressions polítiques i fins i tot enfrontaments violents entre els hindús i els musulmans, que va fer que la secessió fos inevitable. La violència havia començat ja des dels anys 1920. Aquesta va portar a la necessitat de crear un estat musulmà a l'antiga Índia Britànica, el Pakistan. Després de les eleccions de 1946, la lliga musulmana va obtenir la majoria de Bengala. En aquest moment, els bengalís es van unir a la lliga.
Durant els vint anys posteriors a la declaració d'independència respecte al domini britànic, el Pakistan Oriental va rebre molt poca atenció del govern central del Pakistan, situat a l'altre extrem del subcontinent indi. Sota el lideratge del Sheikh Mujibur Rahman, també conegut com a Bongobondu (amic de Bengala) i Pare de la Nació, Bangladesh va començar la seva lluita per la independència, rebent suport al principi discretament pel govern de l'Índia. El Cicló Bhola, la freqüent explotació de la majoria bengalí per la minoria no bengalí (ambdues musulmanes) va fer créixer les tensions a Bengala oriental, que van arribar al seu límit el 1971, seguint-li una desaprovació oberta i no democràtica dels resultats electorals que atorgaven a la Lliga Awami una majoria aclaparadora al parlament per part del militar Yahya Khan, llavors president del Pakistan i un dels més sagnants genocidis dels temps recents dut a terme per l'exèrcit pakistanès sobre civils bengalís innocents el 25 de març de 1971 Gairebé immediatament aquest conflicte va ser l'origen de la Guerra indopakistanesa de 1971, que va culminar el desembre del mateix any amb la victòria de les forces del Mukti Bahini i l'Índia i la independència de Pakistan oriental sota el nom de Bangladesh.
Finalment Bangladesh es va independitzar el 16 de desembre de 1971. Poc temps després, l'11 de gener de 1972, el nou país canviaria oficialment de nom i la nova constitució seria adoptada el 16 de desembre de 1972.

## Època independent (1971 - 2000)
Després de la seva independència, Bangladesh va passar a ser una democràcia parlamentària, amb Mujib com a Primer Ministre. En les eleccions parlamentàries de 1973, la Lliga Awami va guanyar per majoria absoluta. Entre 1973 i 1974 va tenir lloc una gran fam al llarg i ample de tot el país, i a principis de 1975, Mujib va reformar les institucions, cap a una estructura socialista de partit únic amb el seu recentment format partit Baksal. El 15 d'agost de 1975, Mujib i la seva família van ser assassinats per oficials de l'exèrcit de rang mitjà.
Al llarg dels tres mesos següents hi va haver una sèrie de sagnants cops i contracops d'Estat que va culminar amb l'ascens al poder del general Ziaur Rahman, qui va reinstaurar una democràcia multipartidista i va fundar el Partit Nacionalista de Bangladesh (PNB). El govern de Ziaur va finalitzar quan aquest va ser assassinat l'any 1981 per membres de l'exèrcit.
El general Hossain Mohammad Ershad va prendre el poder en un cop sense vessament de sang el 1982 i va dirigir el país fins al 1990, quan va ser apartat del poder per un aixecament popular. Des de llavors, Bangladesh ha tornat a ser una democràcia parlamentària. La vídua de Ziaur, Khaleda Zia, va dirigir el PNB a les victòries parlamentàries de 1991 i 2001 i va ser Primera Ministra des del 1991 al 1996 i de nou entre 2001 i 2006.

## Bangladesh alseglexxi
El 17 d'agost de 2005, 434 bombes de poca potència van explotar gairebé simultàniament a les principals ciutats i localitats del país causant dos morts i centenars de ferits. Aquests atacs, provinents de grups islamistes, són cada vegada més freqüents i apunten en la seva major part als edificis governamentals.
Entre el 20 de maig i el 6 de juny de 2006, 1,8 milions de treballadors del tèxtil i la confecció a Dacca, dels quals el 90% són dones, emprenen una sèrie de vagues massives i simultànies. Van ser diversos els centres industrials que es van veure afectats repetidament per aquesta onada de vagues, que va adoptar un caràcter de violència permanent a causa de la repressió d'una desmesurada ferocitat a la qual es va lliurar el poder bengalí. Tres treballadors van resultar morts, tres mil ferits de bala, i diversos milers empresonats. Desenes de milers de treballadors es van mobilitzar en una sèrie de vagues que es van estendre com una reguera de pólvora per protestar contra els salaris i les condicions de treball: 15 euros mensuals, sense vacances, sense higiene, violacions de les treballadores, i altres abusos. Sorgits en una fàbrica de Sripur, als afores de la capital, els motins es van propagar cap a Dacca, implicant el tancament de centenars de manufactures. Les forces de repressió policials, militars i paramilitars, van intentar tancar als treballadors a l'interior d'algunes fàbriques en les que l'aigua potable havia estat tallada. La violència dels enfrontaments entre els treballadors i les forces de l'ordre va ser tal que catorze fàbriques van ser cremades i diversos centenars saquejades.
En els darrers tres anys la violència dels grups islamistes ha augmentat i han atacat a personalitat  atees i  progressistes. La primera víctima (2013) va ser un blocaire que reivindicava el seu ateisme. Els assassinats es van intensificar en 2014 i 2015, afectat a editors, intel·lectuals progressistes, activistes homosexuals i transsexuals,  xiïtes,  cristians, sacerdots  hindús, amb una cinquanta de víctimes en total. Els atemptats eren reivindicats per organitzacions extremistes  sunnites  (Al-Qaida o Daesh).
El mes de juliol de 2016, diversos homes armats van atacar un restaurant de la zona diplomàtica de la capital de Bangladesh i freqüentat per estrangers, causant 24 morts. L'atemptat va ser reivindicat per l'Estat Islàmic (Daesh).
El gener de 2022, el govern de Sheikh Hasina va aprovar una llei establint la Pensió Universal per la que tots els ciutadans de Bangla Desh, inclosos els expatriats, d'entre 18 i 60 anys tenen dret a rebre una beca mensual. Al final de l'any fiscal 2021–22, el deute extern de Bangla Desh va arribar als 95.860 milions de dòlars, un augment del 238% respecte al 2011 i el juliol de 2022, el Ministeri de Finances va sol·licitar ajuda fiscal al Fons Monetari Internacional per l'esgotament de les reserves de divises, que va accedir a aportar 4.700 milions de dòlars per ajudar a preservar l'estabilitat macroeconòmica, protegir els vulnerables i fomentar un creixement inclusiu i verd. Hasina va dimitir i va abandonar Bangladesh en direcció a l'Índia el 5 d'agost de 2024 després de setmanes de protestes estudiantils i enfrontaments entre manifestants i policia que han provocat prop de 300 morts.